# Svařování třením
Svářování třením (Friction welding, FRW) je metoda svařování, která využívá tření k vytvoření tepla na ploše svařovaných částí, dostatečného pro roztavení materiálu. Svařované materiály musí patřit mezi termoplasty.

## Typy
Podle pohybu:
- otáčení (spinning) vhodný pro tyče s kruhovým průřezem
- lineární svařování (pohyb drobného posouvání „sem a tam“)

## Historie
Svařování třením se poprvé začalo testovat v Sovětském svazu v roce 1956. Později další strojírenské a technologické firmy vytvořily vlastní způsoby svařování třením (Caterpillar, Rockwell International a American Manufacturing Foundry).

## Výhody
Oproti konvenčním typům sváření (např. elektrické):
- menší energetická náročnost
- vyšší rychlost zahřátí
- menší energetické/tepelné ztráty
- menší ovlivněná plocha
- méně zplodin

## Nevýhody
- vyžaduje speciální stroje pro manipulaci se svařovanými částmi – je vhodnější pro sériovou výrobu
- nelze použít pro méně přístupné spoje